# حمله ژاپن به برمه
حمله ژاپن به برمه (انگلیسی: Japanese invasion of Burma) آغاز نبرد برمه در جبهه جنوب شرقی آسیای جنگ جهانی دوم بود که از دسامبر سال ۱۹۴۱ آغاز شد.